# Selahattin Demirtaş
Selahattin Demirtaş (Palu, 10 de abril de 1973) é um político turco da etnia curdo-zaza que é o co-líder do partido esquerdista Partido Democrático dos Povos (HDP), cargo que desempenha juntamente com Figen Yüksekdağ. Demirtaş foi o candidato presidencial do HDP na eleições de 2014, ficando em terceiro lugar com 9.77% dos votos.

## Começos
Selahattin Demirtaş nasceu numa família de fala zaza em Elaze em 1973 onde ele acabou o ensino primário e secundário. Ele refere a sua experiência no funeral do político Vedat Aydin como um despertar político:
"Tornei-me uma pessoa diferente. O curso da minha vida mudou... mesmo assim eu não entendi completamente a razão detrás dos eventos, agora eu sabia: nós éramos curdos, e desde que isto não era uma identidade eu podia também tirar fora, isto era também problema meu."
Depois de obter a graduação da escola secundária, ele fez um exame para entrar na universidade e começou os seus estudos na Universidade Dokuz Eylül no departamento do Comércio Marítimo e Gestão onde ele pôde fazer frente aos problemas políticos que o fizeram deixar a escola sem acabar a sua graduação. Ele voltou a Diarbaquir e voltou a fazer o exames de aceso à universidade, depois entrou na Faculdade de Direito da Universidade de Ancara. Depois da universidade, Demirtaş trabalhou como advogado freelancer por um tempo antes de tornar-se membro do comitê executivo do braço de Diarbaquir da Associação dos Direitos Humanos (IHD). A presidência do IHD era ocupada então por Osman Baydemir o qual foi eleito presidente da câmara de Diarbaquir nas eleições locais seguintes e Demirtaş substitui-o como presidente do IHD de Diarbaquir. Durante o seu mandato como presidente, a associação focou-se exponencialmente nos assassínios políticos sem resolver na Turquia. Demirtaş faz parte dos membros fundadores da Associação Turca dos Direitos Humanos (TIHV) e do posto da Amnistia Internacional em Diarbaquir.

## Trajetória política

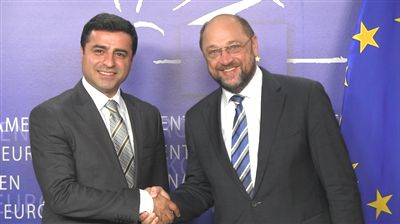
Encontro entre Demirtaş e o Presidente do Parlamento Europeu, Martin Schulz em 2013

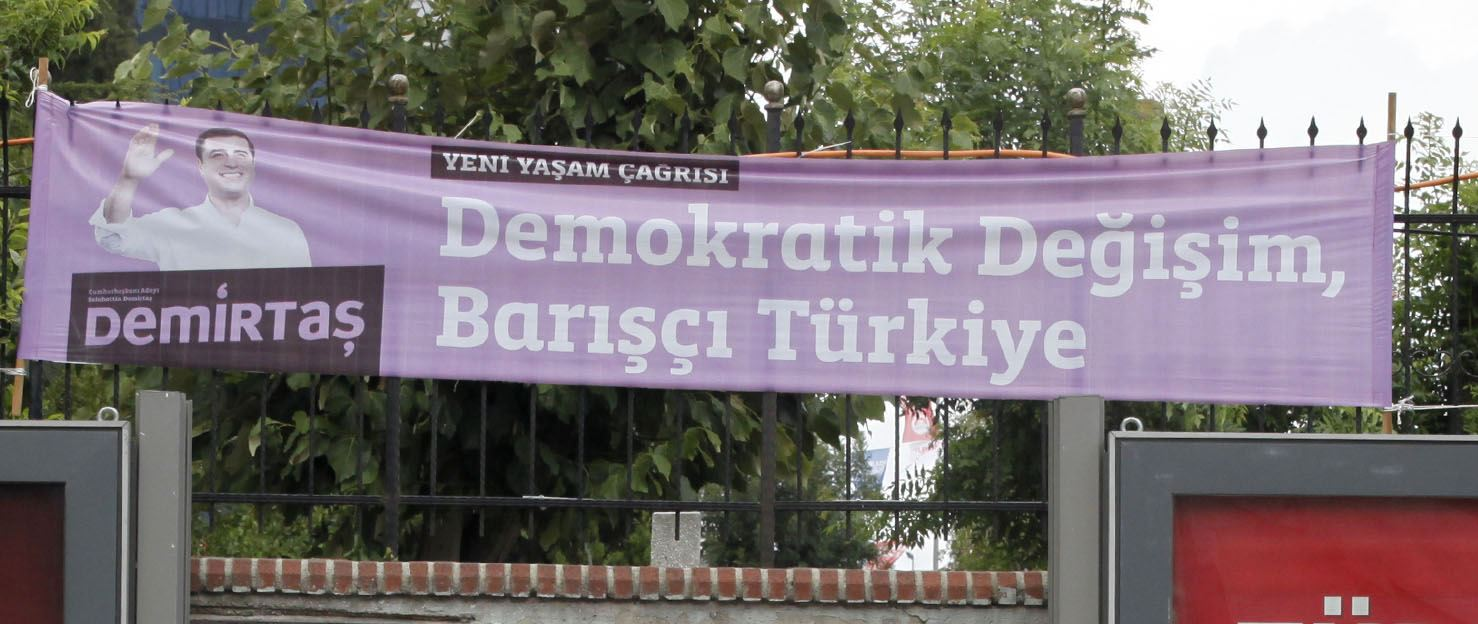
Póster eleitoral de Selahattin Demirtaş

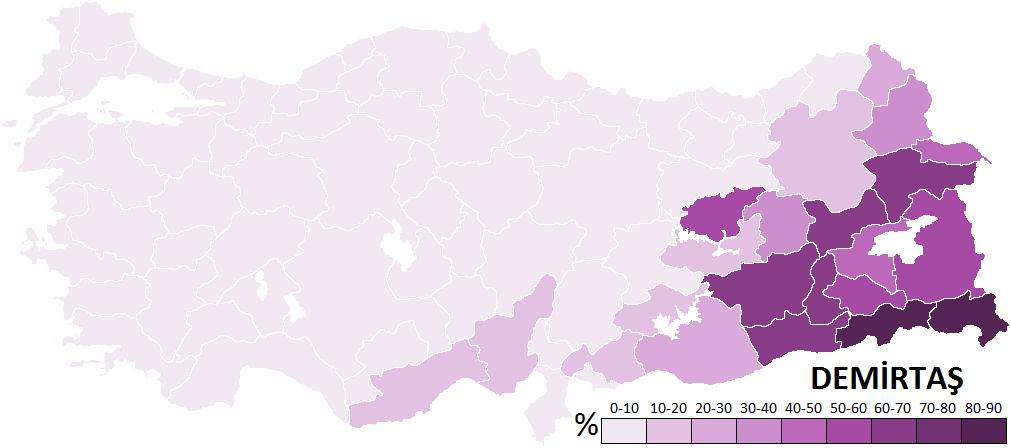
Votos obtidos por Demirtaş pelas 81 províncias da Turquia nas eleições presidenciais de 2014

Demirtaş começou a sua carreira política como membro do Partido da Sociedade Democrática (DTP) em 2007 naquele tempo ele manteve-se como um dos 'Mil Candidatos da Esperança' para o DTP, e várias organizações democráticas na Turquia. Ele foi eleito para o 23º Parlamento e tornou-se Chefe de Gabinete Parlamentário para o partido com 34 anos.
O DTP foı fechado por uma ordem do Tribunal Supremo em 2009 e os deputados do DTP foram para o Partido da Paz e da Democracia (BDP). O BDP fez o seu primeiro congresso em 2010 e elegeu Selahattin Demirtaş e Gültan Kışanak como os seus novos co-líderes. Demirtaş participou nas eleições de 2011 como parte da lista coligada "Trabalho, Democracia e Liberdade" apoiada pelo BDP e outras dezoito organizações políticas democráticas, esta vez de Hakkâri.
Demirtaş foi o co-líder do BDP durante o período quando os processos de paz e as negociações começaram na Turquia. Em Demirtaş e Figen Yüksekdağ foram eleitos novos co-líderes do Partido Democrático dos Povos - uma nova iniciativa originada de uma coligação de três anos do BDP e vários partidos políticos diferentes e a organização baixo os auspícios do Congresso Democrático dos Povos (HDK) - para as eleições presidenciais de 2014 da Turquia, sendo um dos três candidatos e com a intenção de ganhar os votos da esquerda. Ele ficou em terceiro lugar com 9.77% dos votos.
Demirtaş foi co-líder juntamente com Figen Yüksekdağ durante as eleições gerais turcas de 2015 (junho), a primeira campanha do partido numa eleição geral. O HDP ficou em quarto lugar com 13.44% dos votos e 81 das 550 cadeiras do parlamento.